# Shin Kazuhara
Shin Kazuhara (jap. 数原 晋, Kazuhara Shin; * 13. September 1946 in Kurashiki; † April 2021) war ein japanischer Jazz- und Studiomusiker (Trompete, Flügelhorn, Arrangement).

## Leben und Wirken
Kazuhara studierte bei Genzō Kitamura am Kunitachi-Musikhochschule. Mit 20 Jahren begann er, in den einschlägigen Bigbands wie Tokyo Union Orchestra, Swing Face oder den Sharps & Flats von Nobuo Hara aufzutreten. Ab den frühen 1970er-Jahren spielte er in der Formation The Wind Breakers (u. a. mit Kōnosuke Saijō, Takeshi Inomata, Donald Bailey) und in Toshiyuki Miyamas Bigband New Herd. Mitte der 1970er Jahre war er als Studiomusiker für populäre Fernsehprogramme tätig und begleitete zahlreiche Sänger.  Außerdem wirkte er bei Aufnahmen der Jazzmusiker Norio Maeda, Yasuko Agawa, Kohji Fujika, Jiro Inagaki, Masao Yagi, Shun Sakai sowie der Vokalisten Anli Sugano, Harumi Kaneko, Keiko Saijō, Miki Matsubara, Himiko Kikuchi, Lisa Mizumachi und Chiaki Ogasawara  mit.
1988 gründete Kazuhara seine eigene Bigband Tokyo Ensemble Lab, in der er mit jungen Musikern arbeitete und zwei Alben, Breath from the Season (1988) und Sidewinder (1992), vorlegte. Auch trat er in Tokyo mit George Russells Living Time Orchestra (Live in Tokyo, 1988) auf. Außerdem spielte er mit dem Trio von Haruki Mino (Sunflower) und leitete eine eigene Bläser-Formation, die Shin Kazuhara Group, mit der er bei Studiosessions mit dem King Symphonic Orchestra (Symphony Ys, 1980) spielte und auch die Sängerin Junko Yagami begleitete (Album Mr. メトロポリス, 1980). Als Sessionmusiker arbeitete er ferner mit dem J-Pop-Musiker Yasuyuki Okamura sowie mit den Pop-, R&B- und Funk-Vokalisten Mizuki Koyama (Angel's Dream), Masaki Matsubara und Kiichi Yokoyama. In den 1990er-Jahren spielte er mit Takashi Ohi, Shoji Suzuki & The Rhythm Ace und mit Jun Miyake. Im Bereich des Jazz listet ihn Tom Lord zwischen 1973 und 2001 bei 33 Aufnahmesessions, zuletzt mit der Sängerin Akiko (Upstream, Verve). 1997 wurde sein Album Trumpet Major veröffentlicht.
In den 2000er-Jahren war Kazuhara bei Aufnahmen von Toshiyuki Honda, Kenji Kawai und Yuko Ishikawa sowie an der Filmmusik von Robotic Angel (2001, Regie Rintaro), Trapped Ashes (2006, Regie Sean S. Cunningham/Joe Dante) und Sukai kurora (2008, Regie Mamoru Oshii) beteiligt. Bei Bravo Music bzw. im Rundel Verlag erschien 1999 ein Medley-Arrangement von Kazuhara (über Kompositionen von Kazuhiro Morita, Takashi Hoshide, Masato Myokoin und Naohiro Iwai) als Samba De Loves You – New Perspectives for Fine Wind Bands. Im Jahr 2018 zog sich Kazuhara aus gesundheitlichen Gründen aus der Musikindustrie zurück; er starb Mitte April 2021 im Alter von 74 Jahren.